# Huldufólk

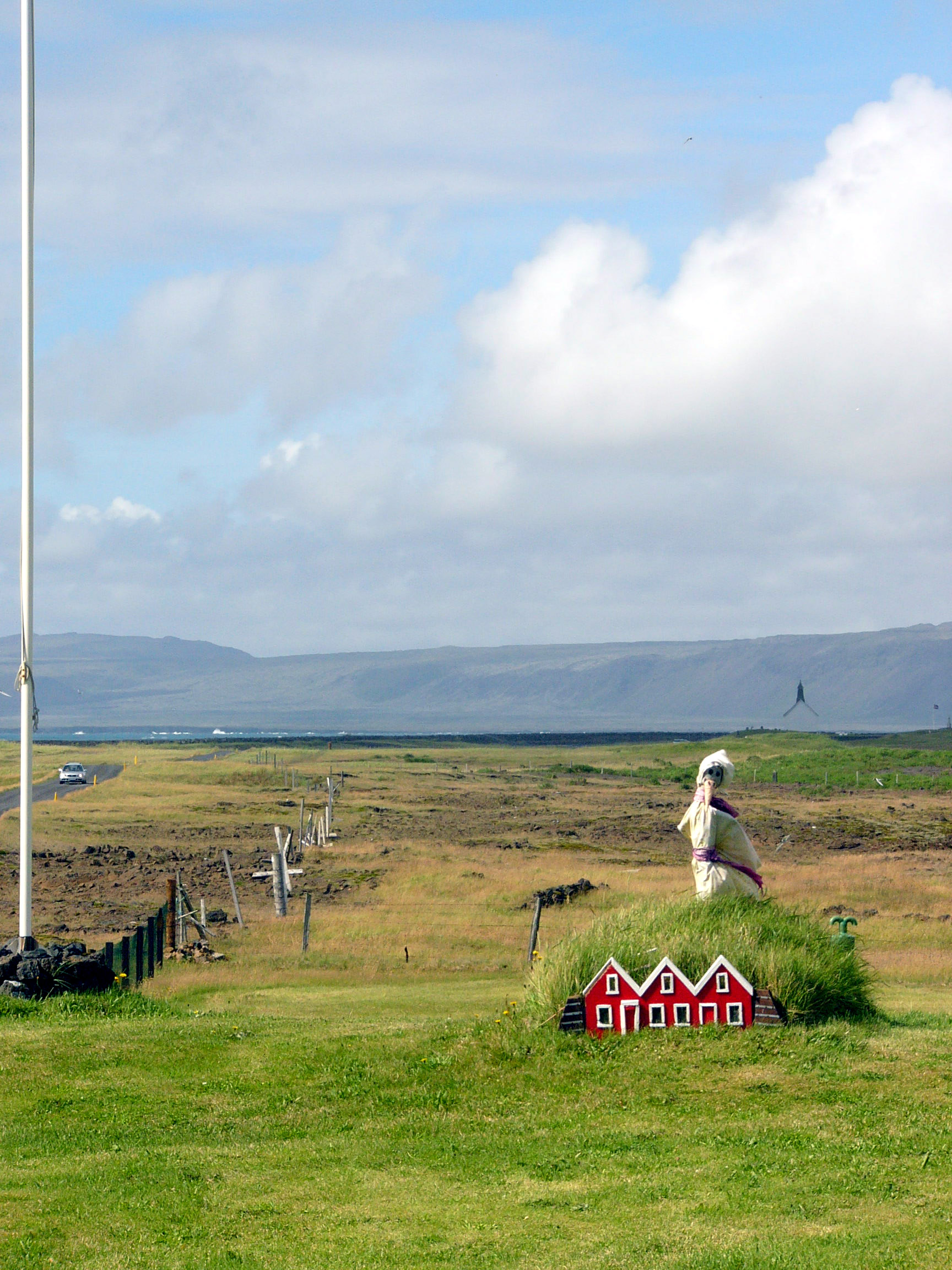
Casă a Elfilor (a oamenilor ascunşi) din Sudul Islandei

Huldufólk reprezintă „oamenii ascunși” sau elfii din cultura islandeză. Cu toate că în limba islandeză există doi termeni diferiți pentru „oameni ascunși” (huldufólk) și pentru „elfi” (álfar), se referă la aproximativ același lucru, iar în limba vorbită termenul „huldufólk” este mult mai folosit. De asemenea, există o diferență între „elfii buni” și „eflii răi”.
Oamenii ascunși trăiesc în pietre, în stânci și în dealuri. Unii islandezi cred în existența acestor creaturi mitice. Ocazional, anumite proiecte din Islanda au fost întrerupte pentru a preveni distrugerea pietrelor unde se consideră că locuiesc oamenii ascunși.

## Origine
Există mai multe legende care explică apariția și existența acestor creaturi. Una dintre ele are legătură directă cu creștinismul. Când Dumnezeu a venit in vizită la Adam și Eva, aceasta și-a ascuns copiii murdari pe care nu i-a apucat încă să-i spele, arătându-i doar pe cei curați. Dumnezeu a întrebat dacă aceștia sunt toți, iar Eva a răspuns „Da”. Atunci El a spus „Ce omul ascunde de Dumnezeu, Dumnezeu ascunde de om”.
Povești cu elfi și cu oameni ascunși apar in cultura islandeză, dar nu numai. Acestea sunt prezente și in folclorul scandinav, englez, german, etc.. Legendele au început să fie modificate odată cu pătrunderea scrierilor de pe continentul european în secolul al XIII-lea și al XIV-lea, dar și cu apariția creștinismului în Islanda (secolul al XI-lea).
Credința în oamenii ascunși a fost foarte puternică în secolele XVII și XVIII, o perioadă foarte grea pentru Islanda și care nu seamană deloc cu națiunea prosperă din zilele noastre.

## Explicația psihologică
Se poate observa o legătură între climatul violent si neprietenos din Islanda și apariția acestor oameni ascunși. Nativii au găsit o explicație spirituală pentru puterea imprevizibilă a naturii: vulcani, erupții, avalanșe, vânturi puternice. Trebuia să existe ceva în spatele acestor fenomene inexplicabile. Astfel, au atribuit peisajului viața secretă a elfilor.
În plus, fiind o climă instabilă și o țară săracă, islandezii și-au exprimat dorința pentru o viață mai bună prin crearea acestor creaturi care nu duc lipsă de nimic. Oamenii ascunși trăiesc în case frumoase, sunt îmbrăcați mai bine decât oamenii și, mai ales, nu depend de niciun alt popor (islandezii depindeau întru totul de poporul danez). Duc o viață mult mai bună decât ei, o viață la care islandezii tânjeau în acele vremuri.

## În prezent

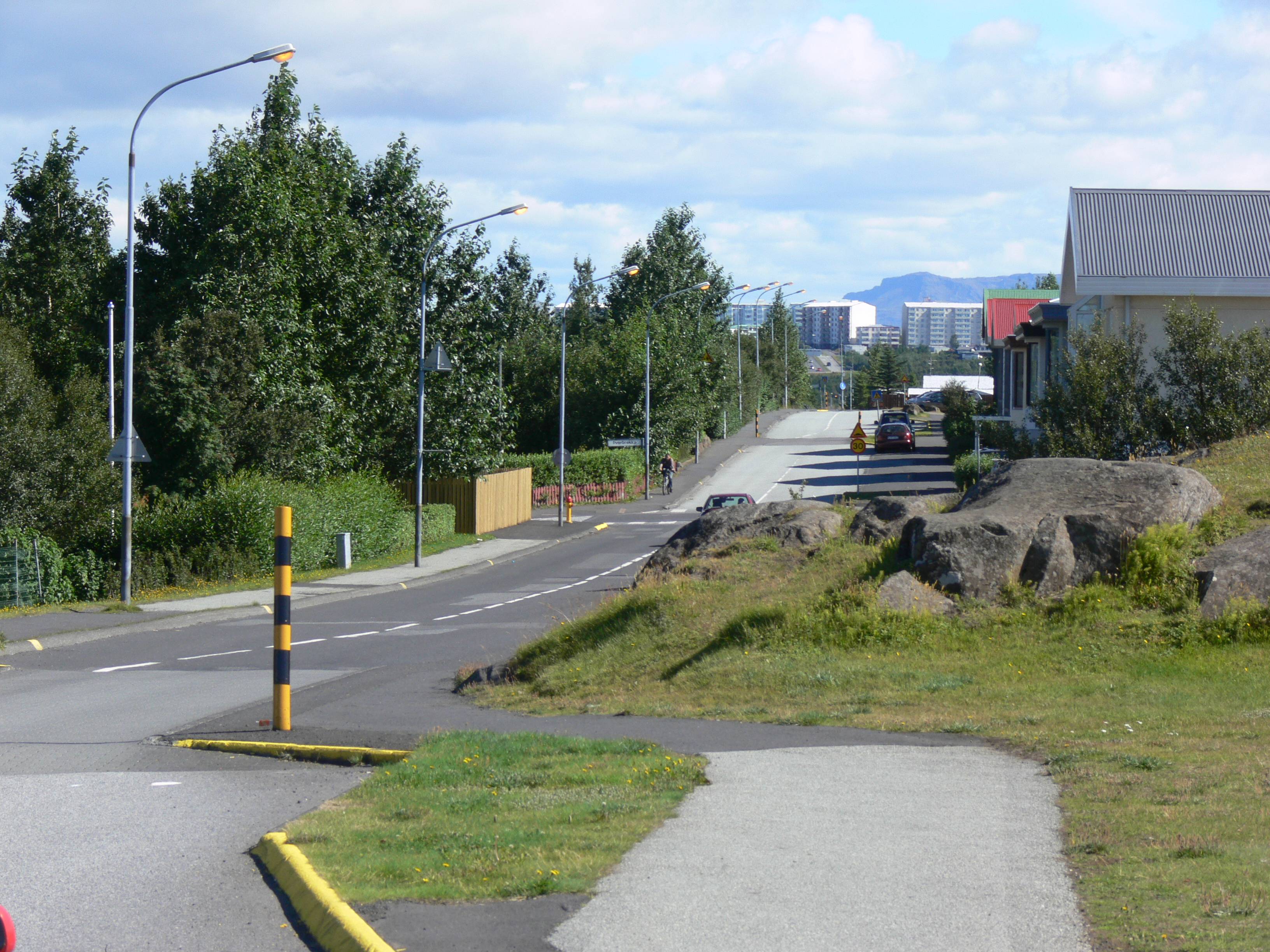
Álfhólsvegur (Drumul Elfilor)

La sfârșitul anilor 1930, în Kópavogur (Reykjavík) s-a început construcția unui drum care trecea prin Álfhóll (Dealul Elfilor), drum denumit Álfhólsvegur (Drumul Elfilor). De-a lungul anilor, construcția a întâmpinat nenumărate probleme, de la probleme financiare, la pierderea și ruperea uneltelor. În prezent, Álfhóll este considerată cea mai faimoasă casă a elfilor și este protejată ca patrimoniu cultural. Într-adevăr, islandezii nu mai cred în elfi cum obișnuiau în secolele trecute (chiar dacă încă există un procentaj din populație care crede în oamenii ascunși), dar poveștile folclorice rămân o parte importantă din cultura islandeză.
Există încă numeroase persoane care susțin protejarea acestor zone și apreciază Guvernul Islandei, întrucât acesta ia in considerare opinia publică în legătură cu poveștile și magia țării.